# Филиппов, Станислав Кириллович
Станисла́в Кири́ллович Фили́ппов (26 сентября 1945 — 10 декабря 2020) — русский и советский журналист, писатель и краевед.

## Биография
Родился 26 сентября 1945 года в станице Надёжной Отрадненского района Краснодарского края. Затем семья переехала в Карелию, посёлок алюминщиков Надвоицы.
Учился в Ленинградском горном институте. После его окончания работал инженером в проектной организации, Петрозаводском государственном университете, республиканском комитете комсомола, был заведующим отделом районной газеты, заместителем главы района. С 1972 года на журналистской и редакционно-издательской работе. Статьи, очерки и рассказы Филиппова публиковались в журналах «Кубань», «Москва».
Участвовал в съёмках нескольких документальных фильмов на осетинской студии и художественного фильма «Брат, найди брата» по повести кубанского писателя Гария Немченко.
Много сделал для увековечения памяти о самом результативном танкисте Великой Отечественной войны Дмитрии Лавриненко и присвоения ему посмертно звания Героя Советского Союза, автор повести о нём «Не померкнет никогда». Написал также повести «За 30 секунд до бессмертия» о лётчике, кубанце-отрадненце Борисе Капустине, «Там, у седых вершин» — о защитниках Марухского перевала, «Прошедшие через ад» — о трагической судьбе воспитанников Отрадненского и Удобненского детских домов, эвакуированных из блокадного Ленинграда.
Член Союза журналистов России.
Был главным редактором Отрадненской районной газеты «Сельская жизнь».

## Награды и почётные звания
- Заслуженный работник культуры Кубани[3]
- Дважды лауреат журналистской премии «Золотое перо Кубани»[3]
- Специальная грамота командующего войсками СКВО[3]
- Лауреат журналистской премии Артёма Боровика за документальные рассказы «Память, память, не зови нас в детство»[4]

## Книги
- Не померкнет никогда : [О командире взвода 1-й гвард. танковой бригады Д. Ф. Лавриненко] / С. Филиппов; Рядом с передним краем : [О зенитчиках 31-й армии] / Г. Симкин. — М.: Молодая гвардия, 1987. — 302 с. — (Летопись Великой Отечественной). — 50 000 экз.
- Не померкнет никогда. — Краснодар: Периодика Кубани, 2004. — 320 с. — 5000 экз. — ISBN 5-331-00037-1.